# Django Sainte Hermelle
Django Sainte Hermelle (né le 13 mai 2013) est un cheval hongre Selle français de robe alezane, monté en saut d'obstacles par le cavalier irlandais Mark McAuley.

## Histoire

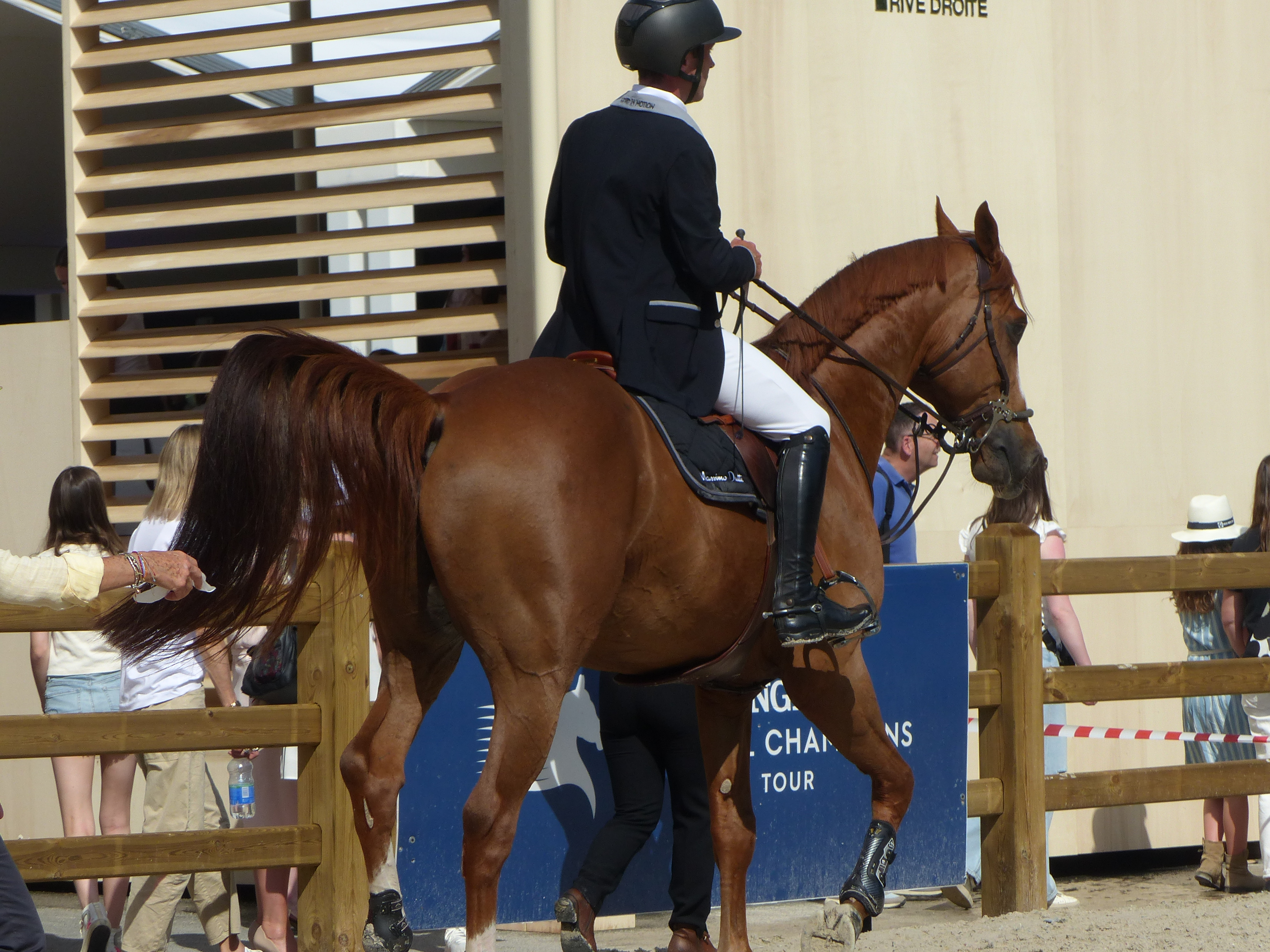
Django Sainte Hermelle au Paris Eiffel Jumping de 2023.

Django Sainte Hermelle naît le 13 mai 2013, à l'élevage Sainte Hermelle situé à Gouy-lez-Piéton en Belgique.
Il est ensuite formé au saut d'obstacles par le cavalier brésilien Rodrigo Bass, puis par Clément Migacz (français), Fabio Andre Rodriguez (Colombien), et Anthony Delage (français). Ce dernier l'a amené des hauteurs d'obstacles de 1,40 m jusqu'au niveau des concours Pro 1 Grand Prix, se classant douzième au championnat de France des chevaux d'obstacle de sept ans.
Il rejoint au final l'Irlandais Mark McAuley au début de l'année 2021. Le jeune étalon est alors âgé de huit ans, et rejoint ses écuries de la Tuilière, situées en Haute-Savoie.
Django est castré le 22 septembre 2023.

## Description

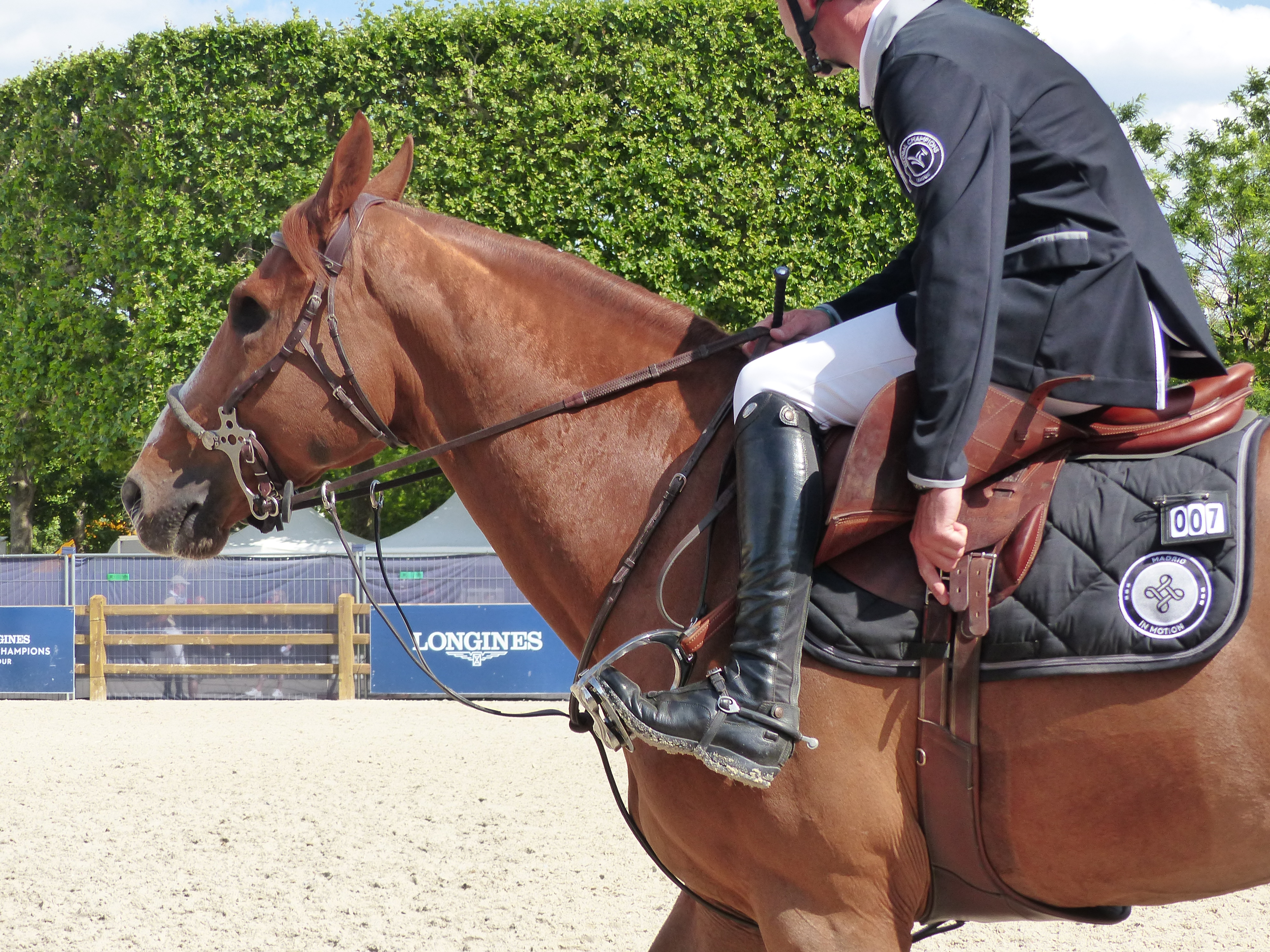
Profil borgne de Django Sainte Hermelle.

Django Sainte Hermelle est un hongre de robe alezane, inscrit au stud-book du Selle français.
Sa morphologie est longiligne.
Il a pour particularité d'être borgne après avoir perdu son œil droit, ce qui n'empêche pas des performances au plus haut niveau comme le démontrent d'autres chevaux internationaux également borgnes.

## Palmarès
Il atteint un indice de saut d'obstacles (ISO) de 161 en 2022.
Il est révélé en remportant le Grand Prix du CSI3* d'Oliva en janvier 2022.

## Origines
Ses origines sont partiellement françaises et belges, puisque c'est un fils de l'étalon Selle français Upercut Kervec, sa mère Anaya de Sainte Hermelle étant une jument belge issue de l'étalon néerlandais Andiamo,.
Il présente 39 % d'origines génétiques Pur-sang selon l'Institut français du cheval et de l'équitation, 41 % selon le site web Hippomundo.